# Гонсалес, Оскар (легкоатлет)
Оскар Гонсалес Гарридо (исп. Óscar González Garrido; род. 8 августа 1976) — испанский легкоатлет, специалист по многоборьям. Выступал за сборную Испании по лёгкой атлетике в 2000-х годах, победитель иберо-американского чемпионата, чемпион и призёр первенств национального значения, участник ряда крупных международных стартов, в том числе чемпионата мира в Хельсинки.

## Биография
Оскар Гонсалес родился 8 августа 1976 года в муниципалитете Антекера провинции Малага.
Впервые заявил о себе в лёгкой атлетике на международном уровне в сезоне 2001 года, когда вошёл в состав испанской национальной сборной и, будучи студентом, отправился представлять страну на летней Универсиаде в Пекине, где с личным рекордом в 7949 очков стал в программе десятиборья четвёртым.
В 2002 году занял седьмое место в семиборье на чемпионате Европы в помещении в Вене. Был заявлен на чемпионат Европы в Мюнхене, но в итоге не стартовал здесь.
В 2003 году показал шестой результат на Универсиаде в Тэгу.
В 2004 году взял бронзу на домашнем иберо-американском чемпионате в Уэльве.
В 2005 году был четвёртым на Средиземноморских играх в Альмерии, занял 16-е место на чемпионате мира в Хельсинки, набрав в сумме всех дисциплин десятиборья 7526 очков.
В 2006 году выиграл иберо-американский чемпионат в Понсе, стартовал на Кубке Европы по легкоатлетическим многоборьям в Арле, где стал девятым и пятым в личном и командном зачётах соответственно. На последовавшем чемпионате Европы в Гётеборге с результатом в 7491 очко занял итоговое 18-е место.
Впоследствии ещё достаточно долго оставался действующим спортсменом. Так, на чемпионатах Испании 2011 года становился бронзовым призёром в семиборье и серебряным призёром в десятиборье.
В 2018 году одержал победу на мастерском чемпионате мира в Малаге среди спортсменов старше 40 лет.